# Віконт Бойн

Герб віконтів Бойн.

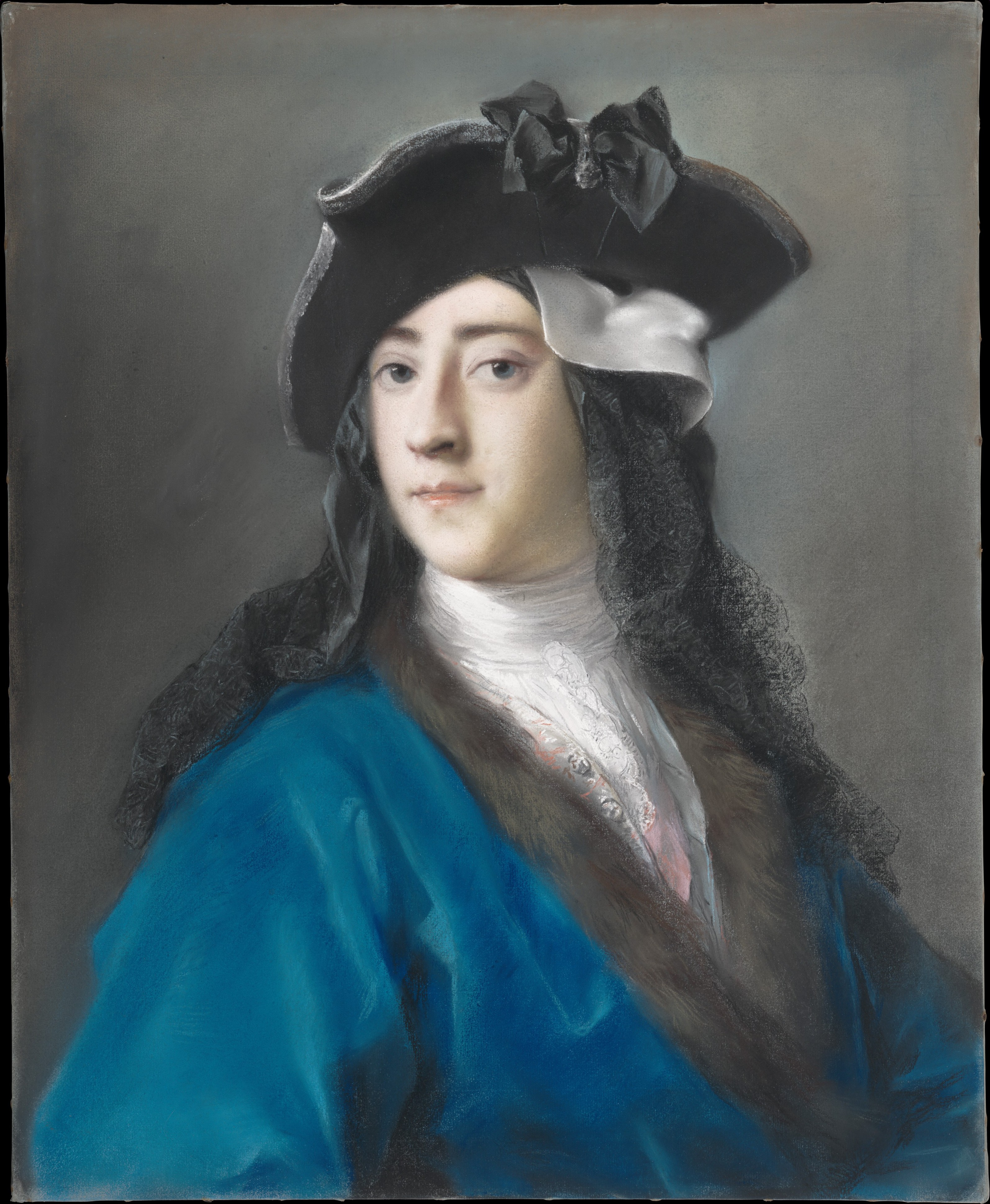
Густав Гамільтон — ІІ віконт Бойн.

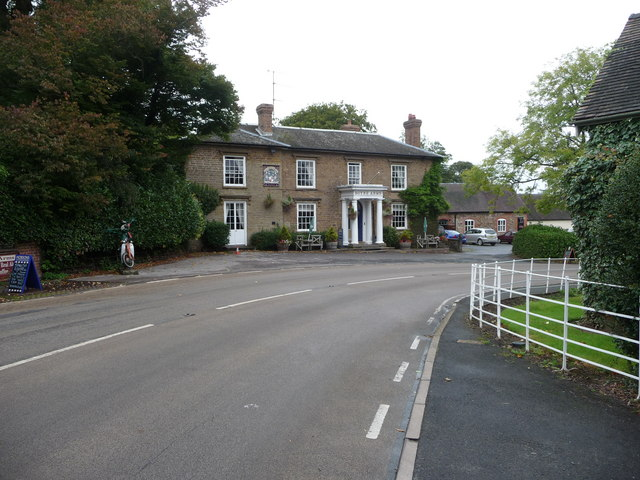
Барвартон-Хаус.

Віконт Бойн (англ. — Viscount Boyne) — аристократичний титул в перстві Ірландії.

## Історія віконтів Бойн
Титул віконт Бойн з Лейнстеру в перстві Ірландії був створений в 1717 році для шотландського полководця Густава Гамільтона — І барона Гамільтон із Стакаллана. На той час він вже володів титулом барона Гамільтон із Стакаллана, що в графстві Міт у перстві Ірландії. Цей титул він одержав в 1715 році. Густав Гамільтон був молодшим сином сера Фредеріка Гамільтона, що в свою чергу був молодшим сином Клода Гамільтона — І лорда Пейслі (від якого походять герцоги Гамільтон). Густав Гамільтон — І віконт Бойн під час якобітських (вільямітських) війн в Ірландії воював за принца Оранського, захищав Корлейн в 1689 році, брав участь у битві на річці Бойн в 1690 році. Під час облоги Атлона форсував ріку Шеннон в 1691 році. Густав Гамільтон народився в 1642 році в замку Маноргамільтон, що в графстві Лейтрім, Ірландія. Замок побудував його батько. Густав Гамільтон був молодшим сином Фредеріка Гамільтона та його дружини Сідні Воган. Батько назвав сина на честь короля Швеції Густава Адольфа, за якого він воював під час Тридцятилітьньої війни. Густав Гамільтон навчався в Трініті-коледжі в Дубліні, але кинув навчання, не отримавши ступеня. У 1672 році він відправився до Франції і став капітаном полку сера Джорджа Гамільтона, молодшого сина його двоюрідного брата сера Джорджа Гамільтона — І баронета Доналонг. Густав повернувся в Ірландію в 1676 році після смерті сера Джорджа. Незабаром після цього Густав став капітаном ірландської армії. Густав Гамільтон одружився з Елізабет Брук — другою дочкою сера Генрі Брука — лицаря з Брукборо, графство Фермана. У Густава та Єлизавети було четверо дітей, троє синів і дочка. У 1677 році Густав Гамільтон супроводжував Джеймса Батлера — І герцога Ормонд в Оксфорд, де він отримав ступінь доктора цивільного права в Оксфордському університеті. Він був приведений до присяги щодо участі в Таємній раді Англії після коронування короля Англії Якова II у 1685 році. Невдовзі після цього призначення він залишив службу в цього короля і повернувся у свій маєток у графстві Фермана (Ірландія). Під час «Славетної революції» Густав Гамільтон був призначений полковником 20-го піхотного полку Вільгельмом Оранським у 1689 році і воював зі своїм полком в обороні Колрейна. Вигнаний звідти Річардом Гамільтоном, він відступив від Енніскіллена, губернатором якого був призначений. 1 липня 1690 року в битві на річці Бойн його коня застрелили під ним, і він ледь не загинув. У 1691 році Густав Гамільтон був призначений віце-адміралом Ольстера, почесною посадою, яку він займав до 1710 року, коли він передав її своєму синові Фредеріку. Він повернувся до цієї посади після несподіваної смерті Фредеріка 10 грудня 1715 року. Він знову був віце-адміралом Ольстера з 1716 року до своєї смерті в 1723 році. Густав Гамільтон отримав звання бригадного генерала в 1696 році і генерал-майора в 1704 році. У травні 1710 року Гамільтон був приведений до присяги щодо участі в Таємній раді Ірландії в часи правління королеви Анни.
Його онук — ІІ віконт Бойн був обраний депутатом Палати громад парламенту Велика Британія від Ньюпорту та острова Вайт. Його двоюрідний брат успадкував титул і став IV віконтом Бойн. Він був обраний в Палату громад парламенту Ірландії від Навана. Його правнук — VII віконт Бойн одружився з Еммі Мері Рассел — сестрі і спадкоємиці Вільяма Рассела із замку Брансепт, що в графстві Дарем. У 1850 році він за згодою корони прийняв додаткове прізвище Рассел. У 1866 році він отримав титул барона Брансепет з Брансепета, що в графстві Дарем в перстві Об'єднаного Королівства Велика Британія та Ірландії. До ухвалення закону про Палату лордів в 1999 році віконти Бойн мали право автоматично мати місце в Палаті лордів маючи титул баронів Брансепет.
На сьогодні титулом володіє прапраправнук VII віконта Бойн — ХІ віконт Бойн, що успадкував титул від свого батька в 1995 році.
Родове гніздо віконтів Бойн знаходиться в Барвартон-Хаус, що біля Бріднорта, графство Шропшир.

## Віконти Бойн (1717)
- Густав Гамільтон (1642—1723) — І віконт Бойн
- Фредерік Гамільтон (бл. 1663—1715)
- Густав Гамільтон (1710—1746) — ІІ віконт Бойн
- Фредерік Гамільтон (1718—1772) — ІІІ віконт Бойн
- Річард Гамільтон (1724—1789) — IV віконт Бойн
- Густав Гамільтон (1749—1816) — V віконт Бойн
- Густав Гамільтон (1777—1855) — VI віконт Бойн
- Густав Фредерік Гамільтон-Рассел (1798—1872) — VII віконт Бойн
- Густав Рассел Гамільтон-Рассел (1830—1907) — VIII віконт Бойн
- Густав Вільям Гамільтон-Рассел (1864—1942) — IX віконт Бойн
- Густав Майкл Джордж Гамільтон-Рассел (1931—1995) — X віконт Бойн
- Густав Майкл Стуклі Гамільтон-Рассел (1965 р. н.) — XI віконт Бойн

Спадкоємцем титулу є старший син-близнюк нинішнього власника титулу його світлості Густава Арчі Едварда Гамільтон-Рассела (1999 р. н.)